# Richard Lambert
Richard Lambert (Bath, 1951) is een Brits componist, muziekpedagoog, dirigent, organist, pianist en muziekuitgever.

## Levensloop
Lambert studeerde aan de Universiteit van Bristol waar hij in 1973 zijn Bachelor of Education behaalde. Vervolgens studeerde hij aan de Universiteit van Londen aan het instituut voor onderwijs en behaalde zijn Master of Arts in muziekopleiding in 1985. Tot zijn compositiedocenten behoorden Elizabeth Poston en Malcolm Williamson. Verdere studies maakte hij bij Sebastian Forbes aan de University of Surrey in Guildford, waar hij de koormuziek van Malcolm Williamson bestudeerde.
Hij werd docent en afdelingshoofd muziek aan de Ward Freman School in Buntingford (1975–1985) en leidde aldaar ook het orkest, harmonieorkest en het koor alsook projecten zoals jaarlijks een opera-uitvoering. Lambert was medeoprichter en van 1982 tot 1986 artistiek directeur van het Royston Arts Festival in Royston. Van 1997 tot 2007 was hij muziekdirecteur en instructeur aan de St. Helen's School for Girls in Northwood. Vanaf juli 1989 fungeert hij als hoofd (Senior Examiner) in de examencommissie van het London College of Music, dat deel uitmaakt van de University of West London in Londen.
Hij was een bekend koorleider van het Hitchin Orpheus Choir en het Chanticleer - An Orchestra of Voices.
Sinds 2007 is hij vooral werkzaam als freelance componist en muziekuitgever. Zijn oeuvre bevat werken voor het muziektheater (opera's), orkestmuziek, concerten, harmonieorkest, brassband, vocale muziek (koren, liederen) en kamermuziek. In 2011 werd hij gekozen als 'Fellow of the Royal Society of Arts' (FRSA). Hij is eveneens 'Associate of London College of Music' (ALCM).

## Composities

### Werken voor orkest
- 2012: Concert, voor fagot en kamerorkest, op. 52 – ook in een versie voor altsaxofoon en kamerorkest, op. 52a, of dwarsfluit en kamerorkest, op. 52b, of eufonium en kamerorkest, op. 52c

### Werken voor harmonieorkest of brassband
- 1977/1980: A Birthday Celebration, voor harmonieorkest, op. 4
- 1977–1980: Three Piece Suite, voor harmonieorkest, op. 10
  1. Tristan’s March: A Village Jubilee
  2. Abigail’s Jig
  3. Meriman Rondo
- 1987: Tristan’s March, voor brassband, op. 10 nr.1a
- 2009: Folk Song Suite, voor harmonieorkest, op. 2b
- 2009: In memoriam, voor harmonieorkest, op. 49
- 2010: Intrada: "The Victor’s Palm", voor harmonieorkest, op. 50
- 2011: Olympic Fanfare 2012, voor harmonieorkest, op. 4a – bewerkt door Rodney Parker

### Muziektheater

#### Opera's
| Voltooid in | titel                                          | aktes  | première                                                                                        | libretto            |
| ----------- | ---------------------------------------------- | ------ | ----------------------------------------------------------------------------------------------- | ------------------- |
| 1981/2010   | The Marriage of True Minds, op. 38 – miniopera |        |                                                                                                 | William Shakespeare |
| 1993        | Beowulf, op. 17                                | 1 akte | 8 mei 1993, Royston, Royston Parish Church                                                      | Roger Harcourt      |
| 2010        | The Yellow Dress, op. 42                       | 1 akte | 18 augustus 2012, Londen, Riverside Studios, Hammersmith tijdens het Tête à Tête opera festival | Hilary Spiers       |

### Vocale muziek

#### Cantates
- 1974/2008: A Life to Grow, cantate voor sopraan, bariton, gemengd koor (SSATB), piano en koperoctet, op. 1
- 1982: By this Will All Men Know, cantate voor Pinksteren voor sopraan, bariton, gemengd koor, 2 slagwerkers en orgel, op. 6 – tekst: Jane Kennedy

#### Werken voor koor
- 1971: Amen, voor gemengd koor a capella, op. 23 nr. 3
- 1975/2008: Folk Song Suite, voor kinderkoor, viool (solo) en kamerorkest, op. 2
- 1975: Prayer and Supplication, voor gemengd koor a capella, op. 5 – tekst: Ave maris stella en Psalm 102
- 1978 rev.1992: Adam Lay Ybounden, kerstanthem voor gemengd koor, hobo, kleine trom en orgel, op. 16
- 1988: Venite Exultemus, voor gemengd koor en orgel, op. 18 nr. 1 – tekst: Psalm 95
- 1992: Stuff and Nonsense, voor gemengd jeugdkoor en piano, op. 14
- 1992: I Will Extol Thee, anthem voor gemengd koor en orgel, op. 15 – tekst: Psalm 145
- 1993: Psalm 42, voor sopraan, gemengd koor en orgel, op. 18 nr. 2 – tekst: Psalm 42
- 1993: Lord, Make us Instruments of thy Peace, voor gemengd koor a capella, op. 18 nr. 3 – tekst: gebed van Franciscus van Assisi
- 1994: My Dancing Day, voor gemengd koor en orgel, op. 19
- 1995: Herrick’s Carol, kerstlied voor gemengd koor, op. 22 - - tekst: Robert Herrick "Hesperides" (1647)
- 1996: Preces, Responses and Lord’s Prayer, voor gemengd koor en orgel, op. 23 nr. 1
- 1996 rev.2008: Magnificat and Nunc Dimittis, voor gemengd koor en orgel, op. 23 nr. 2
- 1996: Panis angelicus, voor gemengd koor en orgel, op. 24 – tekst: Thomas van Aquino "sacramentsdag"
- 2009: Sing To Me, Sing, voor gemengd koor en piano, op. 35 – tekst: Hilary Spiers
- 2010: Folk Song Suite, voor kinderkoor, piano en 5 slagwerkers, op. 2a
- 2011: Music for Holy Communion (Common Worship Service for the Church of England), voor gemengd koor en orgel, op. 43
- 2012: Hodie Christus natus est, kerstmotet voor gemengd koor (SSATB) a capella, op. 46 nr. 1
- 2012: O Magnum mysterium, kerstmotet voor gemengd koor (SSATB), op. 46 nr. 2
- 2013: Psalm 116: I love the Lord, voor gemengd koor en orgel, op. 53

#### Liederen
- 1977: Moments, zangcyclus voor bariton en piano, op. 3 – tekst: John Barber – ook in een versie voor mezzosopraan en piano, op. 3a
  1. Dedham Vale
  2. Varennes-sous-Dun
  3. The Royal Festival Hall
  4. Newlands Beck
  5. Charlieu
- 1980: O Mistress Mine, voor bariton en piano, op. 20 nr. 2 – tekst: William Shakespeare "Clown’s lied" uit Twelfth Night
- 1980: Come Away Death, voor bariton en piano, op. 20 nr. 3 – tekst: William Shakespeare "Feste’s lied" uit Twelfth Night
- 1981: Under the Greenwood Tree, voor bariton en piano, op. 20 nr. 1 – tekst: William Shakespeare "Amiens lied" uit As You Like It
- 1981: It was a lover and his lass, voor bariton en piano, op. 20 nr. 4 – tekst: William Shakespeare "Pages’ lied" uit As You Like It
- 1981: Blow, blow, thou winter wind, voor bariton en piano, op. 20 nr. 5 – tekst: William Shakespeare "Amiens lied" uit As You Like It
- 1984: Counting the Beats, voor mezzosopraan en piano, op. 8 – tekst: Robert Graves – ook in een versie voor bariton en piano, op. 8a
- 1985: To One, vijf liederen voor sopraan en piano, op. 9 – tekst: Christina Rees
  1. Empty Night
  2. To Entice You
  3. The Day We Met
  4. I Learn My Name
  5. Christening
- 1998–2009: ...too bitter sweet, voor sopraan en piano, op. 27 – tekst: Christina Rossetti
  1. Song
  2. An end
  3. Bitter for sweet
  4. Echo
  5. Lady Montrevor
  6. Song
- 2009: Through the void, an angel’s cry, voor sopraan en piano, op. 35a – tekst: Hilary Spiers

### Kamermuziek
- 1983: Adagio and Scherzo, voor cello solo, op. 7
- 1985 rev.2008: Five Short Pieces, voor dwarsfluit en piano, op. 9a
- 1987: Cantilena, voor altsaxofoon en piano, op. 11
- 1987: 7 Up, voor zeven trompetten en piano, op.12 nr. 1a
- 1988: Three Dialogues, suite voor dwarsfluit, solo gitaar en gitarenensemble, op. 12
- 1991 rev.2008: ...and glorious grows the vine, voor viool en piano, op. 8b
- 1994 rev.2008: The Great Wheel of the Sun, voor cello en piano, op. 8c
- 2000: Praia Mar, voor althobo solo, op. 25
- 2001–2008: (30) Psalm chants with Canticles and Proper Psalms, voor gemengd koor, op. 26
- 2007: Fanfare, voor vier trompetten, op. 30 nr. 1
- 2008: on velvet moss..., voor klarinet en piano, op. 3b
- 2008: in the quiet of the evening, voor hobo en piano, op. 3c
- 2008: Flourish, voor drie trompetten, op. 30 nr. 2
- 2008: Sennet, voor twee trompetten, op. 30 nr. 3
- 2008: Tucket antiphon, voor twee trompetten, op. 30 nr. 4
- 2008: Silver Threads, voor twee dwarsfluiten, op. 32
- 2009: Autumn Twilight, voor hobo en piano, op. 27 nr. 2a
- 2009: Shadow-veiled as the years pass, voor dwarsfluit en piano, op. 27 nr. 2b
- 2009: ...in the silence of the night, voor gedempte trompet en piano, op. 27 nr. 4a
- 2009: ...for courage to be still, voor hoorn en piano, op. 27 nr. 5a
- 2009: Proclamation, voor vier trompetten, op. 30 nr. 5
- 2009: Clarion Call, voor drie trompetten en drie trombones, op. 30 nr. 6
- 2009: Anfar, voor koperoctet en pauken, op. 30 nr. 7
- 2009: Humoresque, voor fagot solo, op. 33
- 2009: Voluntary in Bes majeur, voor trompet en orgel, op. 34 nr. 1
- 2009: Thornbury elaboration, voor trompet en orgel, op. 34 nr. 2
- 2009: Hyfrodol elaboration, voor trompet en orgel, op. 34 nr. 3
- 2010: Blaaskwintet, op. 44
- 2011: Sonate, voor fagot en piano, op. 36 – ook in een versie voor altsaxofoon en piano, op. 36a, of dwarsfluit en piano, op. 36 b, of eufonium en piano (2013), op. 36c, of viool en piano (2013), op. 36 d
- 2011: ...mov’d with concord of sweet sounds, voor koperseptet (3 trompetten, hoorn en 3 trombones), op. 41
- 2012: Strijkkwartet nr. 1, op. 45
- 2013: Nocturno em Carcavelos, voor altfluit solo, op. 25a
- 2013: Partita for Brass, voor twee trompetten, twee hoorns, twee trombones en tuba, op. 54

### Werken voor orgel
- 1978/2008: Intrada, op. 28 nr. 1
- 2008: March in D, op. 28 nr. 2
- 2008: March in F, op. 28 nr. 3
- 2008: March in C, op. 28 nr. 4
- 2008: Pastorale in F, op. 28 nr. 5
- 2008: Intermezzo, op. 28 nr. 6
- 2008: In memoriam, op. 29 nr. 1
- 2008: Elegy, op. 29 nr. 2
- 2008: Recessional march in G majeur, op. 29 nr. 3
- 2011: Passacaglia brevis, op. 29 nr. 4
- 2012: Caledonian March, op. 28 nr. 7

### Werken voor piano
- 1995: Duetto capriccioso, voor twee piano's, op. 12 nr. 1b
- 1998/2009: Sonate, op. 21
- 2007–2008: Two Piano Pieces, op. 31
- 2009: Criss Cross, op. 37 nr. 1
- 2009: It's never been cloudier, op. 37 nr. 2
- 2010: A Day at the Seaside, op. 37 nr. 3
- 2010: Skipping the Beat, op. 37 nr. 4
- 2010: Solitude, op. 37 nr. 5
- 2010: Ostinato download, op. 37 nr. 6

### Werken voor gitaar
- 1989: Toccata Rondo, voor gitaar, op. 13
- 2012: Guitar Quartet, voor vier gitaren, op. 39